# Księga rodziny Gu
Księga rodziny Gu (hangul: 구가의 서 Guga-ui seo) – 24-odcinkowy serial koreański nadawany przez południowokoreańską stację MBC, w której główne role odgrywają Lee Seung-gi oraz Bae Suzy. Seria emitowana była na kanale MBC od 8 kwietnia do 25 czerwca 2013 roku i poniedziałki i wtorki.
W Polsce seria dostępna jest za pośrednictwem platformy Viki z polskimi napisami pod polskim tytułem Księga rodziny Gu.

## Fabuła
Yoon Seo-hwa i Yoon Jung-yoon, po tym jak ich ojciec w wyniku intrygi zostaje niesłusznie oskarżony o zdradę i stracony, zostają sprzedani do domu publicznego. Pierwszym „klientem” Seo-hwy zostaje Jo Gwan-woong, człowiek, który zdradził i zamordował jej ojca. To popycha ją i jej brata do ucieczki; jej śladem podążają jednak ludzie Gwan-woonga. Gu Wol-ryung, istota nadprzyrodzona zamieszkująca górę Jiri, znajduje Seo-hwę nieprzytomną w lesie i zakochawszy się w niej decyduje chronić. Jung-yoon nie ma tyle szczęścia i zostaje znaleziony przez ludzi Gwan-woonga i za ucieczkę powieszony.
Yeo-hwa wkrótce zakochuje się w swym wybawcy, a Wol-ryung stara się stać się człowiekiem, żyjąc bez ujawniania swojej prawdziwej natury, by móc żyć z Yeo-hwa. Pewnego dnia ludzie Gwan-woonga odnajdują samotnie idącą Yeo-hwę w lesie i próbują ją ukarać za ucieczkę. Wol-ryung rusza jej na pomoc ujawniając jednak swoją prawdziwą naturę, co przeraża Yeo-hwę, która ucieka, a sam Wol-ryung zostaje zabity. Wkrótce Yeo-hwa odkrywa że jest w ciąży i kilka miesięcy później rodzi chłopca. Bardzo żałując swojej zdrady wobec Wol-ryunga powierza dziecko mnichowi, a sama decyduje się na konfrontację z Gwan-woongiem.
Chłopiec zostaje adoptowany przez szlachecką rodzinę, która nadaje mu imię Choi Kang-chi, będąc oficjalnie synem służącego tej rodziny. Jako że wychowywany jest jako część rodziny, ma również dwoje przybranego rodzeństwa z rodziny Park, Tae-seo i Chung-jo. Wiele lat później Gwan-woong przybywa do prowadzonego przez rodzinę Park zajazdu, wierząc, że rodzina ukrywa w nim skarby i wykorzystując podstęp planuje je zdobyć. W wyniku całej sytuacji oboje rodzice giną, Tae-seo ląduje w więzieniu, a Chung-jo zostaje sprzedana do domu publicznego. Kang-chi, któremu udaje się uciec oprawcom obiecuje pomścić rodzinę.

## Postaci

### Główne
- Lee Seung-gi[5] jako Choi Kang-chi, pół-człowiek, pół-nadprzyrodzona istota, który pragnie stać się całkowicie człowiekiem. Początkowo podkochiwał się w Chung-jo, ale stopniowo zakochał się w Yeo-Wool.
- Bae Suzy[6] jako Dam Yeo-wool, instruktorka sztuk walki w szkole prowadzonej przez swojego ojca. Akceptuje Kang-chiego takim, jakim jest naprawdę.
- Sung Joon jako Gon, żywi platoniczne uczucia do Yeo-wool, choć służy jej jako ochroniarz.
- Lee Yu-bi[7] jako Park Chung-jo, pierwsza miłość Kang-chiego, która obiecana jest innemu mężczyźnie, by zapewnić interesowi ojca powodzenie. Po tym jak jej ojciec zostaje oskarżony o zdradę i stracony, zostaje zmuszona do zostania gisaeng.
- Yoo Yeon-seok[8] jako Park Tae-seo, chłodny w obejściu, odpowiedzialny uczony, brat Chung-jo. Zostaje przeklęty, co sprawia, że myśli, że to Kang-chi zamordował mu ojca.

### Drugoplanowe
- Choi Jin-hyuk[9] jako Gu Wol-ryung, biologiczny ojciec Kang-chiego. Jest istotą nadprzyrodzoną, która zakochuje się w człowieku.
- Lee Yeon-hee[10]  jako Yoon Seo-hwa (odcinki 1-2, 21), matka Kang-chiego. Córka arystokraty, która po tym jak jej ojciec zostaje oskarżony o zdradę stanu i stracony, zostaje sprzedana jako gisaeng.
  - Yoon Se-ah jako Yoon Seo-hwa (odcinki 14-21), powraca do kraju po latach pod przebraniem japońskiej wdowy o imieniu Ja Hong-myung i planuje zemstę na Jo Gwan-woongu.
- Lee Sung-jae jako Jo Gwan-woong, arystokrata. Niszczył ludzkie życia by spełnić swe żądze i zdobyć wpływy.
- Um Hyo-sup jako Park Mu-sol, arystokrata, który jest wielce szanowany przez swoich podwładnych; ojciec Tae-seo i Chung-jo. Znajduje Kang-chiego płynącego rzeką w koszu i decyduje się go przyjąć pod swój dach.
- Jo Sung-ha jako Dam Pyeong-joon, niegdyś żołnierz, obecnie instruktor sztuk walki; ojciec Yeo-wool.
- Jung Hye-young jako Chun Soo-ryun, naczelna gisaeng.
- Yoo Dong-geun jako Yi Sun-sin, dowódca floty, który nadzoruje budowę pancernego statku, który miałby pomóc w odparciu japońskiego ataku.
- Kim Hee-won jako So-jung, mnich buddyjski i przyjaciel Wol-ryunga.
- Lee Do-kyung jako Gong-dal, stary nauczyciel słynący ze swej mądrości.
- Jo Jae-yoon jako Ma Bong-chul, lokalny rzezimieszek, który zostaje oszczędzony przez Kang-chiego i jest wobec niego lojalny.
- Kim Dong-kyun jako Choi, sługa Pana Parka i adopcyjny ojciec Kang-chiego.
- Jin Kyung jako Yeo-joo, guwernantka Yeo-wool, która ma słabość do Gona.
- Kim Ki-bang jako Eok-man, przyjaciel Kang-chiego.
- Kim Sung-hoon jako Wol-dae, podwładny Jo Gwan-woonga.
- Son Ga-young jako Wol-sun, gisaeng zazdrosna o Chung-jo, uprzykrza jej życie.
- Kim Hee-jung jako Pani Yoon, żona Mu-sola.
- David Lee McInnis jako Kageshima
- Song Young-kyu jako Pil-mok, podwładna Seo-hwy.
- Park Joo-hyung jako Han Noh
- Nam Hyun-joo jako naczelna służąca gibangu
- Lee David jako Yoon Jung-yoon, młodszy brat Seo-hwy (odcinek 1)
- Kim Bo-mi jako Dam, służąca Seo-hwy (odcinek 1)

## Produkcja
Zdjęcia do serii wykonano w MBC Dramia w prowincji Gyeonggi.

## Ścieżka dźwiękowa
Single
| 2013                                           | „My Eden” (Yisabel)                                                              | –  |                | Part 1  |
| 2013                                           | „Love Hurts (사랑이 아프다)” (Lee Sang-gon)                                      | 29 | - KOR: 323 270 | Part 2  |
| 2013                                           | „Love Is Blowing (사랑이 불어온다)” (Lee Ji-young)                               | 61 | - KOR: 78 267+ | Part 3  |
| 2013                                           | „Spring Rain (봄비)” (Baek Ji-young)                                             | 30 | - KOR: 545 355 | Part 4  |
| 2013                                           | „Don't Forget Me (나를 잊지말아요)” (Suzy)                                       | 12 | - KOR: 642 577 | Part 5  |
| 2013                                           | „Best Wishes to You (잘 있나요)” (The One)                                       | 7  | - KOR: 781 897 | Part 6  |
| 2013                                           | „The Last Word (마지막 그 한마디)” (Lee Seung-gi)                                | 5  | - KOR: 466 074 | Single  |
| 2013                                           | „Only You (너 하나야)” (4Men)                                                    | 3  | - KOR: 851 424 | Part 7  |
| 2013                                           | „Will You Be My Love Rain? (나의 사랑비가 되어줄래)” (Shin Jae)                  | –  |                | Part 8  |
| 2013                                           | „Best Wishes To You (Acoustic Ver.) (잘 있나요 (Acoustic Ver.))” (Choi Jin-hyuk) | 6  | - KOR: 345 828 | Special |
| "—" oznacza, że wydawnictwo nie było notowane. |                                                                                  |    |                |         |